# Висячий Камень
Вися́чий Ка́мень — скалистая гора на Среднем Урале, в Свердловской области России, в окрестностях города Новоуральска и посёлка Мурзинка. Высота — 545,6 метров. На горе расположена горнолыжная трасса.

## География
Висячий Камень расположен в Новоуральском городском округе. Вершина горы расположена на восточном отроге хребта Весёлые горы, в 2,5 километрах к юго-западу от города Новоуральска. Высота горы — 545,6 метров.
В двух километрах севернее вершины горы, на восточном её склоне, находятся одноимённые скалы. Они имеют отрицательный наклон, нависая над лесом, за что и получили своё название. С вершины открывается панорама на горы, Верх-Нейвинский пруд и озеро Таватуй, город Новоуральск и посёлок Верх-Нейвинский. По хребту, на котором находятся гора и скалы Висячий Камень, проходит граница между Европой и Азией, вдоль которой расположено несколько памятников «Европа — Азия» в окрестностях горы.
Висячий Камень часто посещают местные жители. На горе имеются костровища и места для стоянок, обустроенных путешественниками. Источников воды на горе нет, до ближайшего ручья довольно далеко, поэтому воду лучше взять с собой. Зимой на Висячий Камень далеко не всегда имеется тропинка. На противоположном берегу Верх-Нейвинского пруда находятся более интересные скалы Семь Братьев и Одна Сестра, а севернее Висячего Камня — скалы Бунарские идолы.

## Горнолыжный комплекс
На восточном склоне горы был открыт горнолыжный комплекс «Висячий Камень», где проводятся туристские слеты и соревнования. Длина трассы 800 метров с перепадом высот до 150 метров. Доступ гостей ограничен ввиду статуса закрытого города Новоуральска.

## Александровский рудник
В 1,5 километрах от горы находится старинный Александровский хромитовый рудник, представляющий собой небольшой затопленный карьер с отвесными стенами высотой до 10 метров. Хромиты здесь добывались с 1911 по 1956 год. В отвалах близ карьера можно найти красивые экземпляры: встречаются хромит, родонит, змеевик, железная руда, пирит, родохром, шеелит, уваровит, биссолит волосистый, кеммерерит, кочубеит, пушкинит, осмистый иридий, золото и многое другое. В окрестностях Александровского рудника расположено ещё несколько старых шахт.
Добраться до рудника можно по просеке от скал Висячего Камня на север. Затем, спустившись с горы, нужно повернуть налево (на запад) и пройти около 500 метров.